# Brooklyn Bank Building
El Brooklyn Bank Building es una estructura bancaria histórica ubicada en Cleveland (Estados Unidos). Fue diseñado en 1904 por el arquitecto de Cleveland J. Milton Dyer como sede de la Asociación de Ahorros y Préstamos de Brooklyn. Presenta varios estilos arquitectónicos, incluidos el neoclásico y el comercial, típicos del trabajo ecléctico de Dyer.
La estructura se agregó al Registro Nacional de Lugares Históricos (NRHP) el 19 de julio de 1984. Fue catalogado como una propiedad que contribuye al distrito histórico de Archwood Avenue, que se agregó al NRHP el 19 de marzo de 1987. Fue catalogado como una propiedad que contribuye al Distrito Histórico del Centro de Brooklyn, que se agregó al NRHP el 4 de marzo de 1999.

## Historia
La Asociación de Ahorros y Préstamos de Brooklyn se incorporó el 25 de mayo de 1888 en Brooklyn Village (ahora Brooklyn Center) cerca de Cleveland, Ohio.
A principios de 1904, el banco encargó al arquitecto local Charles E. Tousley que diseñara una estructura de uso mixto de 40 000 dólares (1 200 000 en dólares de 2021) para ser la nueva sede del banco. Para abril, Tousley había entregado planos para una estructura de cuatro pisos que constaba de espacio comercial en la planta baja y apartamentos en los tres pisos superiores. La estructura de Tousley tenía un precio de 50 000 dólares (1 500 000 en dólares de 2021), y el banco se negó a implementar sus planes y se negó a pagarle por su trabajo.
Tousley demandó y ganó su caso en el Tribunal de Causas Comunes. El fallo fue anulado por el Tribunal de Apelaciones del Distrito 8 de Ohio, y el fallo del tribunal de apelaciones fue confirmado por el Tribunal Supremo de Ohio (Brooklyn Savings & Loan Ass'n Co. v. Tousley, 35 Ohio Cir. Connecticut. R. 613; afirmado Tousley v. Brooklyn Savings & Loan Ass'n, 89 NE 1126, 80 Ohio St. 737).
Luego, el banco recurrió al destacado arquitecto local J. Milton Dyer. En agosto de 1904, este terminó los planos para una estructura de uso mixto de dos pisos. Estos cumplieron con el límite de construcción y se firmaron contratos. Los contratistas que trabajaron en el edificio incluyeron a F. & D. Lindhorst (albañilería y terracota); J. Callaghan & Son (trabajo de techo y chapa); Pittsburgh Plate Glass (vidrio); Roebling Construction Co. (resistente al fuego); T. H. Brooks & Co. (trabajo de hierro y acero); W. A. Eckerman Plumbing, Heating & Supply Co. (plomería y calefacción a vapor); y William Dunbar & Co. (carpintería). La construcción estaba en marcha en octubre, y se completó a finales de año. El banco ocupaba la mayor parte de la planta baja, con espacio adicional en el edificio ocupado por consultorios médicos, abogados y agentes inmobiliarios.
En 1901, Dyer se embarcó en un período de 11 años notablemente creativo y prolífico de diseño arquitectónico que con el tiempo le dio una reputación nacional. Se hizo tan conocido que Architectural Record dedicó un artículo completo en noviembre de 1906 a su trabajo.
Se agregó al Registro Nacional de Lugares Históricos el 19 de julio de 1984.

## Arquitectura
El edificio  utiliza un conjunto diverso de estilos arquitectónicos. La estructura es simétrica y sus elementos tienden a ser regulares y repetitivos, elementos propios del estilo neoclásico. Sin embargo, hay arcos segmentados profundos sobre las ventanas del segundo piso que son de estilo victoriano tardío. El entablamento aparentemente sostenido por los pilares, así como las ménsulas que sostienen la cornisa, son deliberadamente toscos para dar al edificio una apariencia individualizada. La estructura es importante para comprender el cuerpo de trabajo que Dyer creó durante su período más prolífico y creativo.